# Rejoyce: The Christmas Album
Rejoyce: The Chistmas Album è un album natalizio della cantante pop americana Jessica Simpson.

## Tracce
1. Let It Snow, Let It Snow, Let It Snow
2. The Christmas Song
3. Baby, It's Cold Outside
4. O Holy Night
5. The Little Drummer Boy
6. I Saw Mommy Kissing Santa Claus
7. What Child Is This (Tradizionale)
8. What Christmas Means to Me
9. Breath of Heaven (Mary's Song)
10. It's Christmas Time Again
11. Hark! The Herald Angels Sing